# Iglesia de Santa María del Castillo (Olivenza)
La iglesia de Santa María del Castillo es una iglesia situada en Olivenza, en la provincia de Badajoz, España. Más concretamente, se sitúa dentro del castillo de Olivenza y dio nombre a una de las antiguas pedanías de esta ciudad: la aldea de Santa María del Castillo. Fue inicialmente construida en el siglo XIII, teniendo que ser posteriormente reconstruida en el siglo XVI.
En el siglo XIV, la iglesia pertenecía a la Orden de Avís. En 1309, el entonces maestro de Avís, Frei Lourenço Afonso, otorgó al rey D. Dinis un tercio de las rentas de la iglesia y de todas las otras que vinieran a ser construidas en las inmediaciones para ayudar a las obras de construcción y de mantenimiento del castillo y sus fortificaciones, de forma que pudiesen mejorar la seguridad de la villa.
A inicios del siglo XVIII, la iglesia se constituía ya como iglesia matriz de la villa y poseía un rector y cinco beneficiados.
En la llamada capilla del Evangelio, en el interior de la iglesia, existe un antiguo retablo de madera en el que se encuentra un árbol de Jesé, de varios colores, el cual muestra las figuras de Jesé, padre de David, la Virgen María y el Niño Jesús, entre otras figuras bíblicas del árbol genealógico de Jesús.